# Megalopotamos

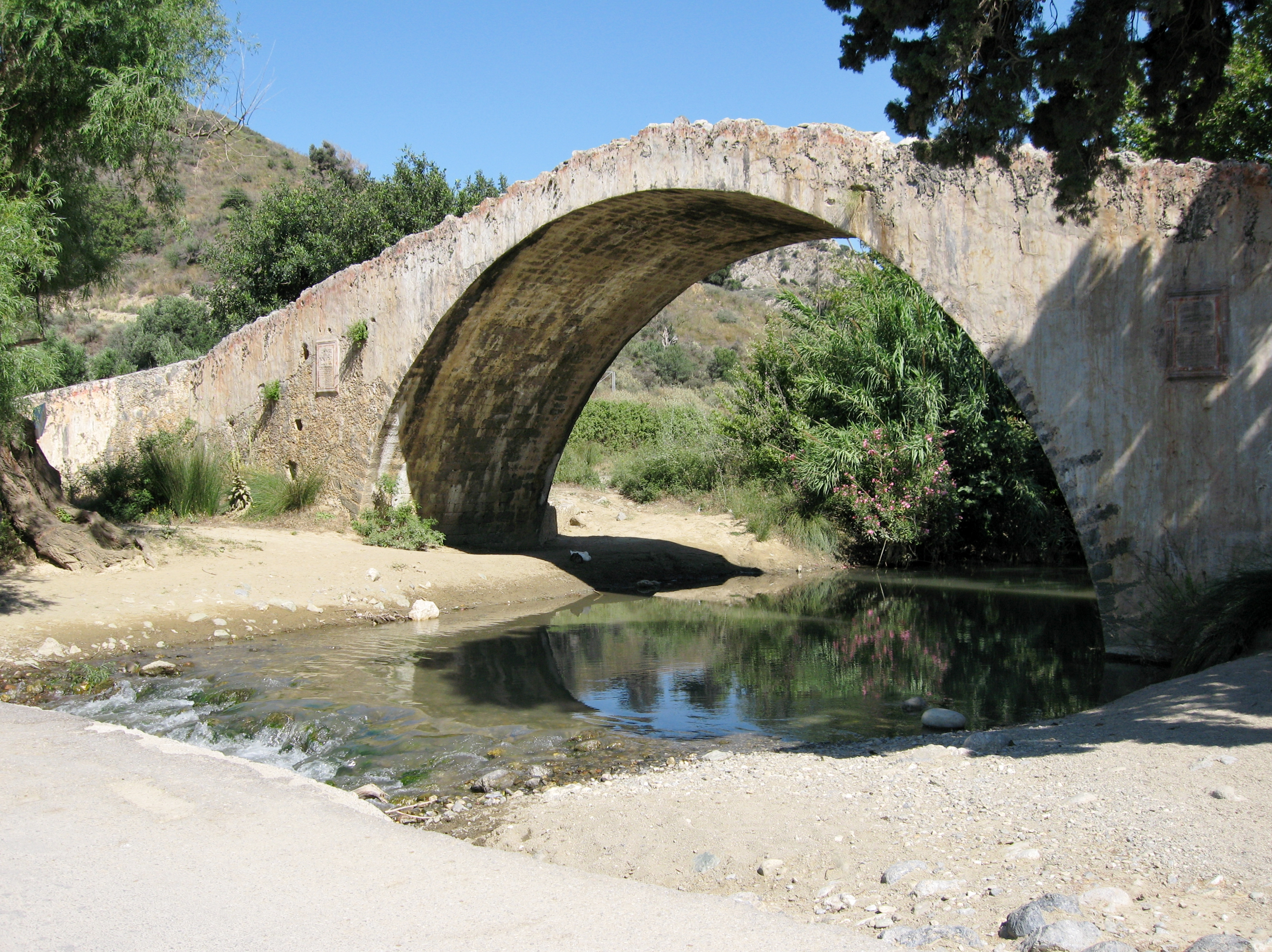
Megalopotamos

Megalopotamos (gr. Μεγαλοπόταμος) – rzeka w południowo-zachodniej części wyspy Krety, w Grecji. Źródła rzeki znajdują się niedaleko ruin kościoła Ajos Nikolaos (św. Mikołaj), następnie rzeka płynie wąwozem Kurtaliotiko i uchodzi do Morza Libijskiego na porośniętej palmowym lasem plaży Preweli.